# Александра Вознијак
Александра Вознијак (енгл. Aleksandra Wozniak; 7. септембар 1987, Монтреал, Квебек, Канада) је канадска професионална тенисерка пољског порекла.
Рођена је у Монтреалу, и прва је тенисерка из Квебека која је освојила ВТА титулу у последњих двадесет година. 22. јуна 2009. налазила се на 21. позицији ВТА листе. До сада је освојила 1 ВТА титулу и 7 ИТФ.
Вознијак је пољског порекла и говори шест светских језика. Пољски језик је научила од свог оца Антонија. Њена мајка се зове Јадвига, и има сестру Дороту.

## ВТА финала (2)

### Сингл (2)

#### Победе (1)
| Легенда        |
| Гренд слем (0) |
| ВТА шампионат  |
| Тијер I (0)    |
| Тијер II (0)   |
| Тијер III (1)  |
| Тијер IV (0)   |

| Бр. | Датум         | Турнир        | Подлога | Противница у финалу | Резултат |
| 1.  | 20. јул 2008. | Станфорд, САД | Тврда   | Марион Бартоли      | 7–5, 6–3 |

#### Порази (1)
| Бр. | Датум         | Турнир      | Подлога | Противница у финалу | Резултат |
| 1.  | 21. мај 2007. | Фес, Мароко | Шљака   | Милагрос Секуера    | 6–1, 6–3 |